# Ratschings
Ratschings (tyskt uttal: [raˈtʃɪŋs], italienska: Racines [raˈtʃiːnes]) är en kommun i provinsen Sydtyrolen i regionen Trentino-Sydtyrolen i norra Italien. Den är belägen cirka 40 kilometer norr om Bolzano vid gränsen mot Österrike. Huvudort är Stange. Kommunen har 4 646 invånare (2024), på en yta av 203,28 km². Enligt 2024 års folkräkning talar 96,65 % av befolkningen tyska, 3,21 % italienska och 0,14 % ladinska som modersmål.

## Orter
Orter (località) i kommunen Ratschings med fler än 20 invånare (inom parentes invånarantal 2021):

- Gasteig/Casateia (622)
- Bichl/Colle (150)
- Mareit/Mareta (551)
- Ridnaun/Ridanna (154)
- Stange/Stanghe (417)
- Telfes/Telves (415)
- Mittertal/Val di Mezzo (103)
- Maiern/Masseria (192)
- Pardaun/Pratone (104)
- St. Anton/Sant'Antonio (95)
- Braunhofe (197)
- Wieslehen/Prati (32)